# HD139160
HD139160 — це спектрально подвійна зоря, головна компонента якої є хімічно пекулярною зорею спектрального класу B7 й має видиму зоряну величину в смузі V приблизно  6,2. Вона  розташована на відстані близько 600,7 світлових років від Сонця.

## Пекулярний хімічний склад
Головна компонента HD139160 належить до Хімічно пекулярних зір з пониженим вмістом гелію й в її зоряній атмосфері спостерігається нестача He у порівнянні з його вмістом в атмосфері Сонця.